# Песчанская волость (Купянский уезд)
Песчанская во́лость — историческая административно-территориальная единица Купянского уезда Харьковской губернии с центром в слободе Пески-Радьковские.
По состоянию на 1885 год состояла из 23 поселений, 7 сельских общин. Население — 8627 человек (4178 мужского пола и 4449 — женского), 1335 дворовое хозяйство.
|                       | Площадь, десятин | В том числе пахотной, дес. |
| --------------------- | ---------------- | -------------------------- |
| Сельских общин        | 19490            | 13020                      |
| Частной собственности | 9063             | 3073                       |
| Другой собственности  | —                | —                          |
| В целом               | 28553            | 16093                      |

### Основные поселения волости[2]
- Пески-Радьковские — бывшая государственная слобода в 52 верстах от уездного города, 2134 человека, 356 дворов, православная церковь, школа, 3 лавки, 3 ярмарки в год: на вознесенский и прокоповский праздники и 9 марта.
- Высшее Соленое — бывшая государственная слобода при реке Солёная, 1554 человека, 225 дворов, православная церковь, школа, 3 ярмарки в год.
- Нижнее Соленое — бывший государственный хутор при реке Солёная, 755 человек, 110 дворов, школа.
- Радьковка — бывшее государственное село при реке Оскол, 2134 человека, 197 дворов, православная церковь, школа, 2 ярмарки в год: на преображенский и покровский праздники.

### Храмы волости[3]
- Вознесенская церковь в слободе Песках Радьковских (построена в 1893 г.[4])
- Покровская церковь в селе Радьковке (построена в 1793 г.[4])